# Самое жуткое убийство
«Самое жуткое убийство» (англ. Murder Most Foul) — детективный фильм режиссёра Джорджа Поллока по мотивам книги Агаты Кристи «Миссис Макгинти с жизнью рассталась».

## Сюжет
Полисмен, обходя вечером улицу, видит в окно повешенную женщину — некую миссис Макгинти. Он вбегает в дом и видит человека, который хотел обрезать верёвку. Его арестовывают. Вскоре выясняется, что женщина была задушена, а не повешена. Мисс Марпл берётся за расследование.

## В ролях
- Маргарет Рутерфорд — мисс Джейн Марпл
- Рон Муди — Х. Дриффолд Косгуд
- Бад Тингуэлл — инспектор Крэддок
- Эндрю Крикшэнк — Джастис Кросби
- Мегс Дженкинс — Глэдис Томас, сестра миссис Макгинти
- Деннис Прайс — Харрис Тэмбилл, театральный агент
- Франческа Аннис — Шейла Эпуорд, актриса

## Интересные факты
- В оригинальном произведении Агаты Кристи расследование ведёт не мисс Марпл, а Эркюль Пуаро[1]. Некоторые персонажи истории были добавлены сценаристами или взять из других произведений Кристи, некоторые же наоборот удалены или переименованы.[2]
- В одной из сцен мисс Марпл цитирует строки из поэмы Роберта Сервиса «Расстрел Дэна Макгрю»[3].

## Критика и отзывы
- Review: ‘Murder Most Foul’
- The Screen: 'Most Foul':Mystery Is Fourth for Margaret Rutherford
- Review: The «Miss Marple» films, starring Margaret Rutherford